# Louis Thannberger
Louis Thannberger, né le 25 mars 1937 à Saint-Louis (Haut-Rhin) et mort le 14 juin 2024 à Seillans (Var,), est un banquier d'affaires français spécialisé dans les introductions en bourse des entreprises.
Il est l'un des pionniers de l'introduction en Bourse de PME depuis les années 1980. Il est le fondateur et le président de la banque d'affaires Europe Finance et Industrie, par la suite, fondé IPO N°1 spécialisée dans l'introduction en bourse. 
Lors de sa carrière bancaire, il a été à son plus haut grade directeur central à la direction générale à la Lyonnaise de Banque à Lyon, qu'il quitta en 1986.

## Biographie

### Jeunesse
Louis Thannberger est né le 25 mars 1937 à Saint-Louis en Alsace près de Bâle en Suisse. Il est fils d'agriculteurs. Il arrête l'école à l'âge de 14 ans pour aider ses parents à s'occuper de la ferme familiale. Deux ans plus tard en 1953, il devient guichetier à la banque de Saint-Louis.

### Carrière bancaire
À 16 ans, Louis Thannberger devient guichetier à la Banque nationale de Paris (BNP)[réf. nécessaire] qu'il quitte au lendemain de son service militaire en Algérie pour entrer au service de la Banque populaire du Haut-Rhin à Mulhouse où il devient chef de service de 2e catégorie, puis chef de service de 1re catégorie avant d'y être nommé fondé de pouvoir.   
En 1969, Louis Thannberger quitte le réseau des banques populaires pour rejoindre la Lyonnaise de Banque en qualité de fondé de pouvoir au siège social, rue de la République à Lyon.  
Il gravit un à un tous les échelons de la hiérarchie : sous-directeur au siège social ; adjoint au directeur de la direction générale ; directeur ; directeur central à la direction générale.   
Parallèlement, il participe en 1975 aux travaux de la Commission pour le développement des fonds propres des entreprises moyennes en croissance sous la direction de Gilles Brac de la Perrière, qui donnera naissance au Second Marché de la Bourse de Paris le 2 février 1983. Dans l'intervalle, il se rapproche de Philippe Foriel-Destezet, fondateur d'Ecco devenu Adecco lors de son entrée en Bourse et le no 1 mondial du travail temporaire.  

### Carrière boursière
Le 27 mai 1975, Louis Thannberger se voit confier l'introduction en Bourse à Paris du Groupe SEB,  numéro un mondial dans le domaine du petit équipement domestique. Il est appelé également aux côtés du fondateur du groupe industriel Plastic Omnium.  
Le 7 décembre 1975, il introduit la première vraie PME en Bourse, à la Bourse de Lyon: l'entreprise Majorette.  
Louis Thannberger est à l'initiative de l'ouverture du capital des entreprises familiales au public et à ce titre père du Second Marché, dont la première entreprise en France à franchir le pas a été Smoby à Saint-Claude dans le Jura.  
Il commence à introduire les premières entreprises en bourse fin des années 1970 lors de son passage à la Lyonnaise de banque. En 1986, il décide de quitter le monde bancaire pour créer sa propre banque d'affaires, La Financière de Lyon, mise en faillite quelques mois plus tard et reprise par la banque SAGA puis par Lyon Finance et Industrie, qui consiste à accompagner[Où ?] les entreprises de la région lyonnaise dans le monde boursier. Cette entreprise prendra une ampleur très haute qu'elle se basera sur le secteur européen qui deviendra Europe Finance et Industrie puis IPO No 1[style à revoir]. 
En 1989, Lyon Finance et Industrie conduit les premières doubles cotations France-Allemagne. En 1993, Lyon Finance et Industrie devient Europe Finance et Industrie (EFI) et s'installe avenue des Champs-Élysées à Paris.
Dans les années 1980, il est, selon le magazine Capital, la « star des introductions en Bourse de PME » (Infogrames, Smoby, Seb…).
Le 21 janvier 1997, Louis Thannberger conduit sa 100e introduction en Bourse.
En 1999, par décision du conseil d'administration de la SBF-Bourse de Paris, Europe Finance et Industrie devient membre du Marché d'Euronext (Nouvelle dénomination d'une société de bourse), agréée par la Banque de France.
En 2008, Louis Thannberger conduit sa 400e introduction en Bourse. Il convainc des entreprises chinoises de rejoindre la Bourse de Paris.
Grâce aux actions de Louis Thannberger, depuis la création du Second Marché, des centaines de TPE sont devenues des PME et des dizaines de PME sont devenues des entreprises de taille intermédiaire (ETI) ; parmi elles, figurent de nombreuses références de la place financière de Paris. Dans sa carrière, il a rendu visite à 7 000 chefs d'entreprise en Europe et en Chine.
Au terme d'une lutte intestine, et après un « rapport accablant » de la Commission bancaire sur la gestion de sa société EFI, celle-ci est mise en liquidation en 2009.

## Distinctions
- Chevalier de la Légion d'honneur : il est nommé chevalier le 30 janvier 2008 [7] et est décoré le 8 juillet 2008 à l'Élysée par le président de la République française Nicolas Sarkozy
- Il est nommé citoyen d'honneur de Saint-Louis (Haut-Rhin), sa ville natale.